# Hermann Schon
Hermann Schon (* 1. Februar 1928 in Dudweiler; † 3. Mai 2021) war ein deutscher Politiker (SPD).

## Ausbildung und Beruf
Von Januar bis März 1945 absolvierte er den Reichsarbeitsdienst mit Grundausbildung. Im Jahr 1946 machte er einen Lehrabschluss bei der Gemeindeverwaltung Dudweiler und legte die Verwaltungsprüfungen I und II bei der Gemeindeverwaltungs- und Sparkassenschule Saarbrücken ab.
Von 1952 bis 1968 war er beim Hauptamt von Dudweiler im Bereich der Stadtjugendpflege tätig. 1954 wurde er als Beamter angestellt. Daneben war er ab 1956 Vorstandsmitglied der Volkshochschule Dudweiler. Er arbeitete außerdem als Redakteur beim Stadtanzeiger Dudweiler im Spiegel.

## Politik
1965 trat Hermann Schon in die SPD ein. Von 1970 bis 1975 war er Mitglied im Landtag des Saarlandes und dort Erster Schriftführer des Präsidiums.
Nachdem die Stadt Dudweiler 1974 im Zuge der saarländischen Gebiets- und Verwaltungsreform zu Saarbrücken eingemeindet worden war, wurde Hermann Schon am 1. Juli 1974 Beauftragter für den neu entstandenen Stadtbezirk Dudweiler. Auf Vorschlag des Saarbrücker Oberbürgermeisters Fritz Schuster hat ihn der Saarbrücker Stadtrat am 26. September 1974 zum Bezirksbürgermeister ernannt. In dieser Position war er Leiter der Bezirksverwaltung sowie Vorsitzender des Bezirksrates. Er hatte das Amt bis 1993 inne.
Ende der 1980er Jahre lieferte Schon die Ideenvorlage für das Denkmal De Monn mit da long Stong. Ebenso führte er die Dudwillerer Long Stong ein – eine Auszeichnung für verdienstvolle Dudweiler Bürger in Form einer zweieinhalb Meter langen Stange, die ihm nach seinem Ausscheiden aus dem Amt ebenfalls verliehen wurde.
Daneben war Hermann Schon ab 1969 Zweiter Vorsitzender des Pfarrgemeinderates. Außerdem war Hermann Schon Mitglied im Kuratorium der Vereinigung der Freunde der Universität des Saarlandes.

## Persönliches
Hermann Schon war römisch-katholisch, verheiratet und hatte drei Kinder.
Hermann Schon hat sein Leben in dem Buch Meine Lebensgeschichte – Lebensreise von 1928 bis 2008 (2008, 350 Seiten) beschrieben.
Das unveröffentlichte Typoskript liegt dem Literaturarchiv Saar-Lor-Lux-Elsass vor und kann – etwa zu Forschungszwecken – nach Rücksprache eingesehen werden.